# Игуани
Игуаните (Iguana) са род от подразред Гущери. Срещат се в тропическите области на Централна и Южна Америка и Карибските острови.
За пръв път са документирани от австрийския изследовател Йозеф Николай Лауренти през 1768 г. в неговата книга Specimen Medicum, Exhibens Synopsin Reptilium Emendatam cum Experimentis circa Venena. Думата игуана идва от испански, където е навлязла от оригиналното име на този вид на езика на индианците таино – иуана.
Характерни за представителите на рода са масивното парче кожа, висящо под врата им, редица от шипове по целия им гръб до опашката и трето око на темето. Това е т.нар. париетално око и изглежда по-скоро като бледа люспа. Имат отлично зрение. Способни са да различават форми, сенки, цветове и движение на големи разстояния. Игуаните използват зрението си както за ориентиране и лов, така и за комуникация с други индивиди от вида си.

## Видове
Родът включва 2 вида:
- Iguana iguana – Зелена игуана
- Iguana delicatissima – Малоантилска игуана

Съществуват други видове гущери, също наричани игуани, които не са членове на род Игуани, а на други родове от семейство Игуаниди. Такива са например морската игуана (Amblyrhynchus cristatus) и галапагоската сухоземна игуана от Галапагоските острови.